# Централна банка
Централна банка је дефинисана као самостална и јединствена емисиона установа монетарног система, одговорна за монетарну политику, за стабилност валуте и финансијску дисциплину и за обављање других послова одређених законом.
Централна банка може да обезбеди остваривање својих функција уз помоћ инструмената монетарно-кредитног регулисања, у које спадају: есконтна стопа, обавезна резерва, утврђивање минималне резерве ликвидности, куповина и продаја хартија од вредности, учешће у девизним трансакцијама, ограничење пласмана, и слично.

### Улога Централне банке

#### Емисија новца и кредита
Централна банка врши емисиону функцију. Она преко својих специјализованих институција емитује готов новац. Централна банка емитује и примарни новац тако што одобрава кредите пословним банкама или од њих купује недоспела потраживања. На овај начин Централна банка одржава потребну количину новца у оптицају и регулише висину каматних стопа на финансијским тржиштима.

#### Спровођење мера кредитно-монетарне политике
Монетарном политиком обезбеђује се оптималан однос количине новца у оптицају и квантитативног карактера друштвеног производа у оквиру једне националне привреде. Она се своди на активности централне банке које се односе на емисију и повлачење новца из оптицаја у циљу обезбеђења адекватне количине новца у некој националној привреди. У оквиру остваривања мера кредитно-монетарне политике, централна банка има неколико инструмената:
- есконтна политика, која се састоји у одређивању висине есконтних стопа и услова за одобравање кредита (висина кредита, рок трајања и слично);
- операције на отвореном тржишту, које се састоје у куповини или продаји различитих хартија од вредности, чиме се остварују одређени циљеви кредитно-монетарне политике. Централна банка врши куповину хартију од вредности, када жели да повећа ликвидност банака и њихов кредитни потенцијал. Ово се дешава у случају реализације кредитно-монетарне политике, када је циљ да се повећа ниво новчане масе. У случају рестриктивне кредитно-монетарне политике, централна банка врши продају хартија од вредности, чиме смањује количину новца у оптицају и кредитни потенцијал пословних банака;
- политика обавезних резерви, којом централна банка остварује циљеве кредитно-монетарне политике преко контроле висине кредитног потенцијала. Ова мера значајна је и за контролу банкарског система и одржавање ликвидности банака. Суштина ове мере састоји се у утврђивању основице и стопе издвајања банака из свог депозитног потенцијала у корист обавезних резерви код централне банке. У случају рестриктивне кредитно-монетарне политике повећава се стопа обавезних резерви, чиме се повлачи део новца и смањује кредитни потенцијал банака, и
- политика активирања и дезактивирања депозита, чиме се такође, регулише ниво новчане масе. Активирање депозита значи укидање ограничења за њихово слободно коришћење. Обрнуто, дезактивирање депозита значи њихово повлачење у смислу увођења различитих ограничења у коришћењу слободних средстава.

#### Одржавање спољне ликвидности
У оквиру ове функције централна банка се ангажује на остварењу циљева девизне политике, као што су: обезбеђење међународне ликвидности земље, одржавање стабилности девизног курса, несметано обављање платног промета, одржавање равнотеже платног биланса, отплата дугова, праћење и контрола обављања послова са иностранством, и слично.

#### Обављање одређених послова на рачун државе
Централна банка за рачун државе обавља различите кредитне и фискалне послове, у ком смислу се законом прописују њена овлашћења.

#### Друге функције
- контрола рада банака и других финансијских институција;
- пружање помоћи при одржавању ликвидности осталих учесника на финансијским тржиштима;
- вођење политике селективног кредитирања одређених сегмената привредне активности;
- вођење тзв. златне политике, односно вођење послова одржавања и контроле резерви племенитих метала, итд.[1]